# يوهان إيك
يوهان إيك (بالألمانية: Johannes Eck)‏ (1486 - 1543 م) هو لاهوتي ألماني، ومن أنصار الكنيسة الكاثوليكية إبان عصر الإصلاح البروتستانتي.
يعتبر الخصم الرئيسي لمارتن لوثر وحركته الإصلاحية، وقد هاجمها في مقالات عديدة. ترجم التوراة إلى الألمانية.

## روابط خارجية
- يوهان إيك على موقع الموسوعة البريطانية (الإنجليزية)
- يوهان إيك على موقع إن إن دي بي (الإنجليزية)